# Cardinal ineffable
 (janvier 2025).
La mise en forme du texte ne suit pas les recommandations de Wikipédia : il faut le « wikifier ».
Les points d'amélioration suivants sont les cas les plus fréquents. Le détail des points à revoir est peut-être précisé sur la page de discussion.
- Les titres sont pré-formatés par le logiciel. Ils ne sont ni en capitales, ni en gras.
- Le texte ne doit pas être écrit en capitales (les noms de famille non plus), ni en gras, ni en italique, ni en « petit »…
- Le gras n'est utilisé que pour surligner le titre de l'article dans l'introduction, une seule fois.
- L'italique est rarement utilisé : mots en langue étrangère, titres d'œuvres, noms de bateaux, etc.
- Les citations ne sont pas en italique mais en corps de texte normal. Elles sont entourées par des guillemets français : « et ».
- Les listes à puces sont à éviter, des paragraphes rédigés étant largement préférés. Les tableaux sont à réserver à la présentation de données structurées (résultats, etc.).
- Les appels de note de bas de page (petits chiffres en exposant, introduits par l'outil «  Source ») sont à placer entre la fin de phrase et le point final[comme ça].
- Les liens internes (vers d'autres articles de Wikipédia) sont à choisir avec parcimonie. Créez des liens vers des articles approfondissant le sujet. Les termes génériques sans rapport avec le sujet sont à éviter, ainsi que les répétitions de liens vers un même terme.
- Les liens externes sont à placer uniquement dans une section « Liens externes », à la fin de l'article. Ces liens sont à choisir avec parcimonie suivant les règles définies. Si un lien sert de source à l'article, son insertion dans le texte est à faire par les notes de bas de page.
- La présentation des références doit suivre les conventions bibliographiques. Il est recommandé d'utiliser les modèles {{Ouvrage}}, {{Chapitre}}, {{Article}}, {{Lien web}} et/ou {{Bibliographie}}. Le mode d'édition visuel peut mettre en forme automatiquement les références.
- Insérer une infobox (cadre d'informations à droite) n'est pas obligatoire pour parachever la mise en page.

Pour une aide détaillée, merci de consulter Aide:Wikification.
Si vous pensez que ces points ont été résolus, vous pouvez retirer ce bandeau et améliorer la mise en forme d'un autre article.
En mathématiques, et plus particulièrement en théorie des ensembles, un cardinal ineffable est un certain type de grand cardinal, introduit par Jensen & Kunen (1969).

## Définitions
Dans les définitions suivantes, {\displaystyle \kappa } sera toujours un cardinal régulier indénombrable.
Un cardinal {\displaystyle \kappa } est dit presque ineffable si pour toute fonction {\displaystyle f:\kappa \to {\mathcal {P}}(\kappa )} (où {\displaystyle {\mathcal {P}}(\kappa )} est l'ensemble des parties de {\displaystyle \kappa }) ayant la propriété que {\displaystyle f(\delta )\subseteq \delta } pour tout {\displaystyle \delta \in \kappa }, il existe un {\displaystyle S\subseteq \kappa } de cardinalité {\displaystyle \kappa } et homogène pour {\displaystyle f}, dans le sens où pour tous {\displaystyle \delta _{1}<\delta _{2}} dans {\displaystyle S}, {\displaystyle f(\delta _{1})=f(\delta _{2})\cap \delta _{1}}.
Un cardinal {\displaystyle \kappa } est dit ineffable si pour chaque fonction {\displaystyle f:[\kappa ]^{2}\to \{0,1\}} (où {\displaystyle [\kappa ]^{2}} désigne l'ensemble des paires d'éléments de {\displaystyle \kappa }), il existe un sous-ensemble stationnaire de {\displaystyle \kappa } sur lequel {\displaystyle f} est homogène : c'est-à-dire, ou bien {\displaystyle f} envoie toutes les paires d'éléments de ce sous-ensemble sur {\displaystyle 0}, ou bien {\displaystyle f} envoie toutes ces paires sur {\displaystyle 1}. Une formulation équivalente est qu'un cardinal {\displaystyle \kappa } est ineffable si pour toute suite {\displaystyle \langle A_{\alpha }:\alpha \in \kappa \rangle } telle que {\displaystyle A_{\alpha }\subseteq \alpha } pour tout {\displaystyle \alpha \in \kappa }, il existe {\displaystyle A\subseteq \kappa } tel que {\displaystyle \{\alpha \in \kappa :A\cap \alpha =A_{\alpha }\}} est stationnaire dans {\displaystyle \kappa }.
Une autre formulation équivalente est qu'un cardinal régulier indénombrable {\displaystyle \kappa } est ineffable si pour tout ensemble {\displaystyle S\subseteq {\mathcal {P}}(\kappa )} de cardinalité {\displaystyle \kappa }, il existe un filtre {\displaystyle {\mathcal {F}}} sur {\displaystyle \kappa } non trivial, {\displaystyle \kappa }-complet, normal (c'est-à-dire stable par intersection diagonale) et décidant {\displaystyle S} : c'est-à-dire que pour tout {\displaystyle X\in S}, ou bien {\displaystyle X\in {\mathcal {F}}} ou bien {\displaystyle \kappa \setminus X\in {\mathcal {F}}}. Cette formulation est semblable à une caractérisation des cardinaux faiblement compacts (en).
Plus généralement, {\displaystyle \kappa } est dit {\displaystyle n}-ineffable (pour un entier positif {\displaystyle n}) si pour tout {\displaystyle f:[\kappa ]^{n}\to \{0,1\}}, il existe un sous-ensemble stationnaire de {\displaystyle \kappa } sur lequel {\displaystyle f} est {\displaystyle n}-homogène (c'est-à-dire que {\displaystyle f} prend la même valeur sur tous les {\displaystyle n}-uplets non ordonnés issus du sous-ensemble). Ainsi, un cardinal est ineffable si et seulement s’il est 2-ineffable. L'ineffabilité est strictement plus faible que la 3-ineffabilité.
Un cardinal totalement ineffable est un cardinal qui est {\displaystyle n}-ineffable pour tout {\displaystyle 2\leq n<\aleph _{0}}. Si {\displaystyle \kappa } est {\displaystyle (n+1)}-ineffable, alors l'ensemble des {\displaystyle n}-cardinaux ineffables inférieurs à {\displaystyle \kappa } est un sous-ensemble stationnaire de {\displaystyle \kappa }.
Chaque cardinal {\displaystyle n}-ineffable est {\displaystyle n}-presque ineffable (et l'ensemble des cardinaux {\displaystyle n}-presque ineffables lui étant inférieurs est stationnaire), et chaque {\displaystyle n}-presque ineffable est {\displaystyle n}-subtil (en) (et l'ensemble des cardinaux {\displaystyle n}-subtils lui étant inférieurs est stationnaire). Le plus petit cardinal {\displaystyle n}-subtil n'est même pas faiblement compact (et contrairement aux cardinaux ineffables, le plus petit cardinal {\displaystyle n}-presque ineffable est {\displaystyle \Pi _{2}^{1}}-descriptible (en)), mais les cardinaux {\displaystyle (n-1)}-ineffables sont stationnaires en dessous de chaque {\displaystyle n}-cardinal subtil.
Un cardinal {\displaystyle \kappa } est complètement ineffable s'il existe un ensemble non-vide {\displaystyle R\subseteq {\mathcal {P}}(\kappa )} tel que : 
— tout {\displaystyle A\in R} est stationnaire ;
— pour tout {\displaystyle A\in R} et {\displaystyle f:[\kappa ]^{2}\to \{0,1\}}, il existe {\displaystyle B\subseteq A} homogène pour {\displaystyle f} avec {\displaystyle B\in R}.
Utiliser n'importe quel entier {\displaystyle n\geq 2} à la place de {\displaystyle 2} conduirait à une définition équivalente, donc les cardinaux complètement ineffables sont totalement ineffables (et leur existence a une plus grande force de cohérence). Les cardinaux complètement ineffables sont {\displaystyle \Pi _{n}^{1}}-indescriptibles pour tout n, mais la propriété d'être complètement ineffable est {\displaystyle \Delta _{1}^{2}}.
La force de cohérence (en) de l'existence des cardinaux complètement ineffables est inférieure à celle de l'existence des cardinaux 1-itérables (en), qui à son tour est inférieure à celle de l'existence des cardinaux remarquables (en), qui est inférieure à celle de l'existence des cardinaux ω-Erdős (en). Une liste des axiomes de grands cardinaux par force de cohérence est disponible dans la section ci-dessous.